# One Water
One Water ist ein Dokumentarfilm der Regisseure Sanjeev Chatterjee und Ali Habashi aus dem Jahr 2008.

## Zum Film
„One Water“ ist ein Projekt der University of Miami, an dem die 'School of Communication', das 'College of Engineering' und die 'Frost School of Music' beteiligt waren. Thematisch geht es um die globale Trinkwasser-Krise.
Im Mittelpunkt des Projekts stand der Film "One Water." Eine erste Kurzfassung des Films wurde unter anderem an der 12. und 13. Sitzung der UN-Kommission für nachhaltige Entwicklung in New York präsentiert, eine ausführlichere Feature-Version wurde im Jahr 2008 fertiggestellt und hatte ihre Premiere beim Miami International Film Festival.
Der 68-Minuten-Film wurde in 14 Ländern gedreht und verfügt über lange Passagen des visuellen Erzählens. Über Musik und natürliche Klänge wird der Inhalt ohne Worte erzählt und durch Interviews mit prominenten Personen ergänzt. Zu Wort kommen Persönlichkeiten wie der Dalai Lama, Vandana Shiva, Robert Francis Kennedy junior, Felipe Fernández-Armesto und Oscar Olivera. Unter anderem erscheint auch Donna E. Shalala, die Präsidentin der Universität von Miami, im Film als Sprecherin. Die Original-Filmmusik für "One Water" wurde in Moskau vom Russischen Nationalorchester aufgenommen.
Im Jahr 2006, erhielt "One Water" große Unterstützung von der 'John S. and James L. Knight Foundation'. Die zentrale Idee des Projektes war mittels eines Dokumentarfilms weitere Medienbeteiligung zum Thema Wasser auf der ganzen Welt provozieren zu können. Zu diesem Zweck wurden in Partnerschaft mit Independent Television Service (ITVS) (Sitz in San Francisco) vier Filme zum Thema 'Problem Wasser' in den Ländern Bahrain, Kolumbien, Indien und Südafrika gedreht, die jeweils landesweit ausgestrahlt werden sollten. Diese Filme wurden in diesen Ländern rund um den Weltwassertag (22. März 2009) ausgestrahlt.
Diese Zusammenarbeit hat auch die „International Water Journalism Website“ (1h2o.org) ins Leben gerufen, die Multimedia-Beiträge zum Thema „Wasser“ von Journalisten aus der ganzen Welt verbreitet. Im Frühjahr 2009 wurde eine internationale TV-Fassung des Films erstellt, in der ein Skript von Sanjeev Chatterjee von Hollywood-Star Martin Sheen gesprochen wird.

## Zum Thema
Der Dokumentarfilm One Water thematisiert den weltweiten Mangel an sauberem Trinkwasser. Der Film zeigt, wie Menschen auf der ganzen Welt auf Grund von Trockenheit, Verschmutzung und anderen Faktoren dramatisch unter einem Mangel an unserer wertvollsten Ressource leiden. Es wird deutlich, dass das Problem nicht einfach zu lösen ist, obwohl es eine kurzfristige, praktikable Lösung bräuchte. Die Filmemacher thematisieren auch die Vitalität des Wassers auf parallelen geistigen und körperlichen Ebenen.

## Wasser-Krise
Ein UN-Bericht aus dem Jahr 2006 hat festgestellt, dass "genug Wasser für alle Menschen da ist", dass der Zugang aber von Misswirtschaft und Korruption behindert wird. Der UN World Water Development Bericht (WWDR, 2003) vom World Water Assessment Program hat darauf hingewiesen, dass in den nächsten 20 Jahren die Menge an Wasser, die für jeden Menschen verfügbar ist, voraussichtlich um 30 Prozent verringert sein wird.
40 Prozent der Einwohner der Welt haben derzeit zu wenig Frischwasser für minimale Hygieneanforderungen. Mehr als 2,2 Millionen Menschen starben im Jahr 2000 aus Gründen, die mit dem Genuss von verseuchtem Wasser oder mit Trockenheit zu tun hatten. Im Jahr 2004 meldete die englische „UK charity WaterAid“, dass alle 15 Sekunden ein Kind an vermeidbaren, Wasser bedingten Krankheiten stirbt.